# Надземный парк

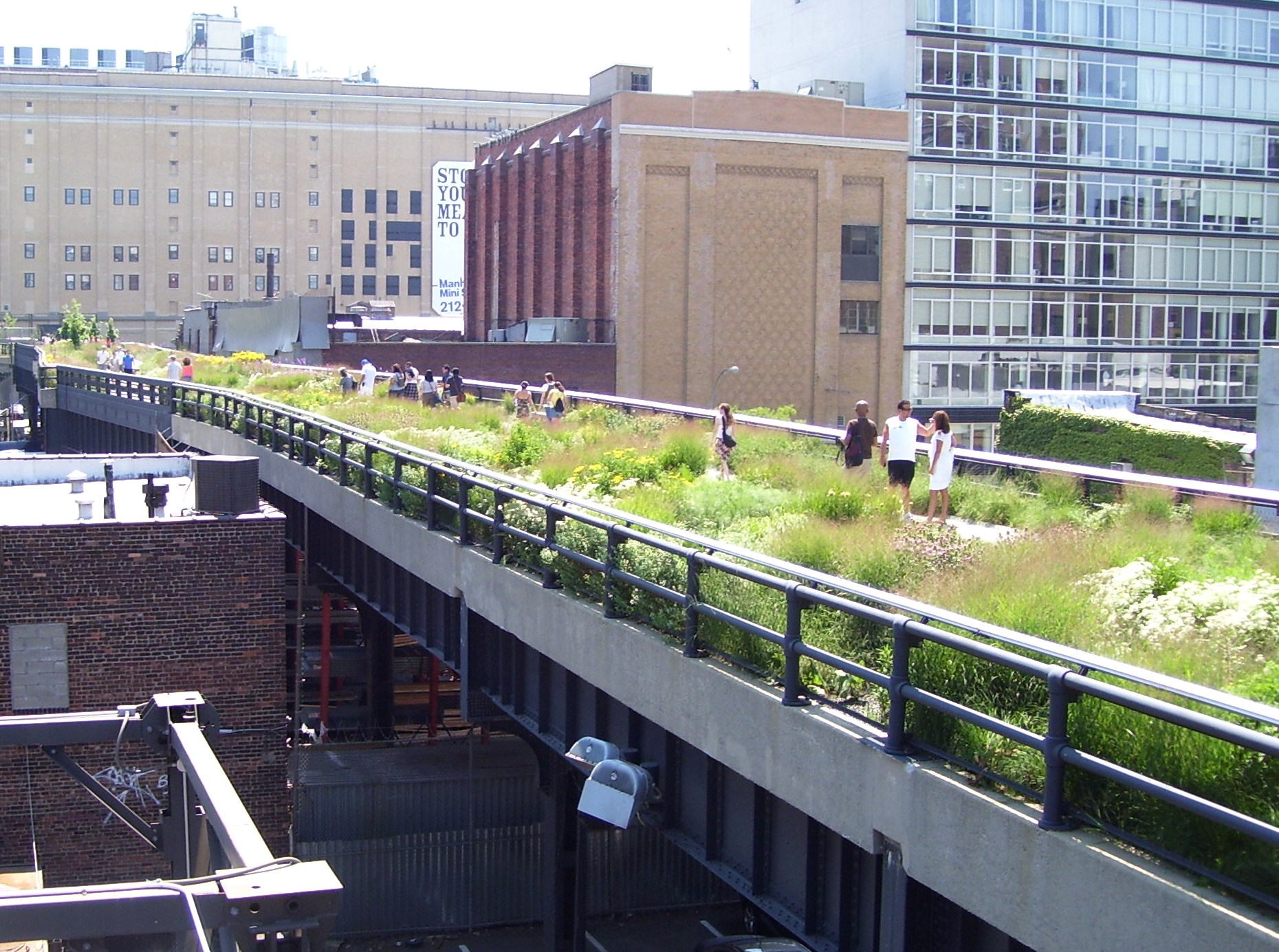
Надземный парк Хай-Лайн в Нью-Йорке

Надземный парк (иногда известный как «небесный парк»; англ. sky park) — парк, расположенный выше уровня земли (улицы), устраивается обычно в связи с перепрофилированием транспортной инфраструктуры. Некоторые надземные парки спроектированы поверх зданий. Надземный тип парка приобрёл популярность в начале XXI века, когда предлагался в ряде проектов обновления городов.

## Описание

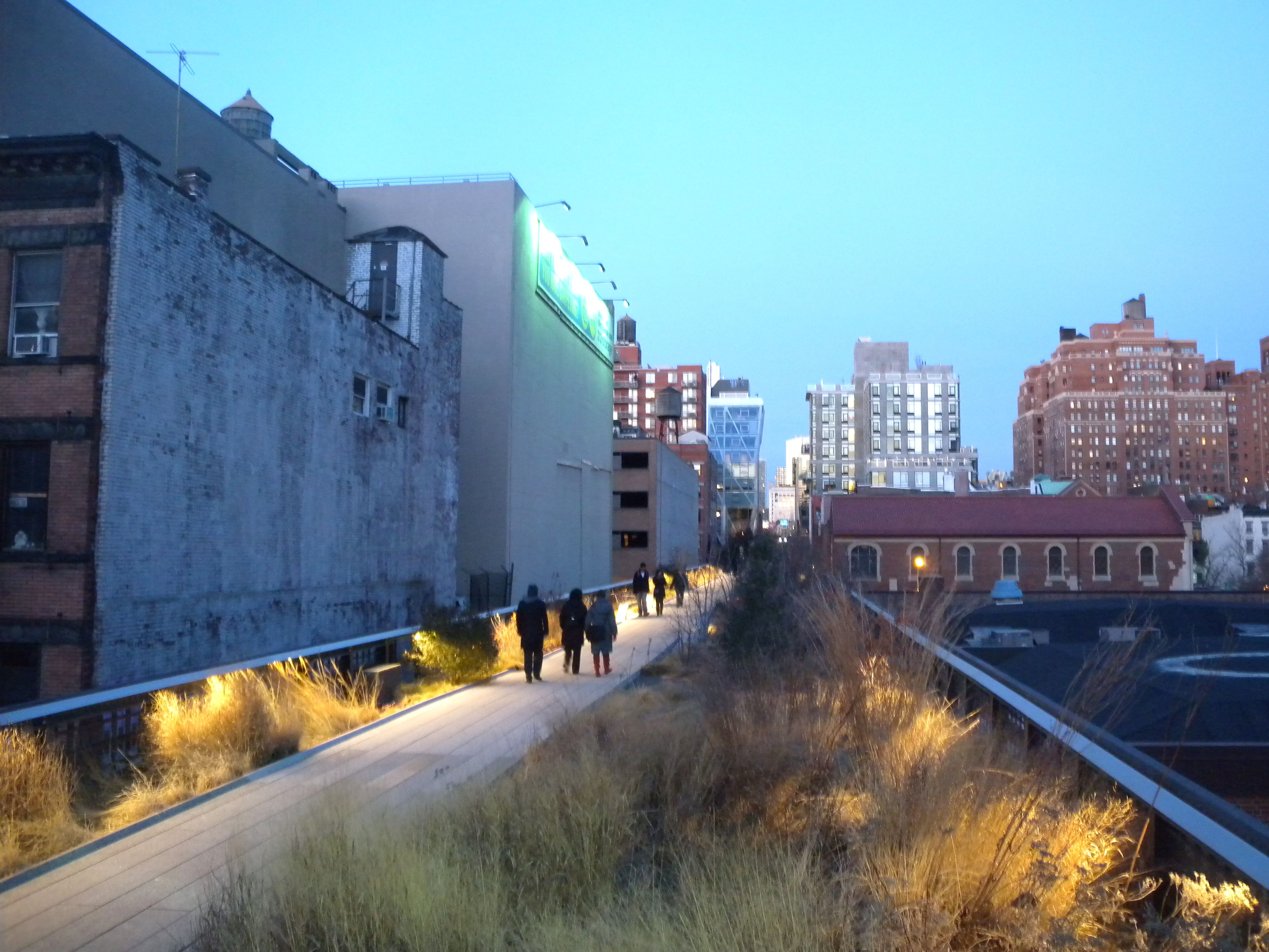
Надземный парк Хай-Лайн в Нью-Йорке, построен на заброшенной надземной железной дороге

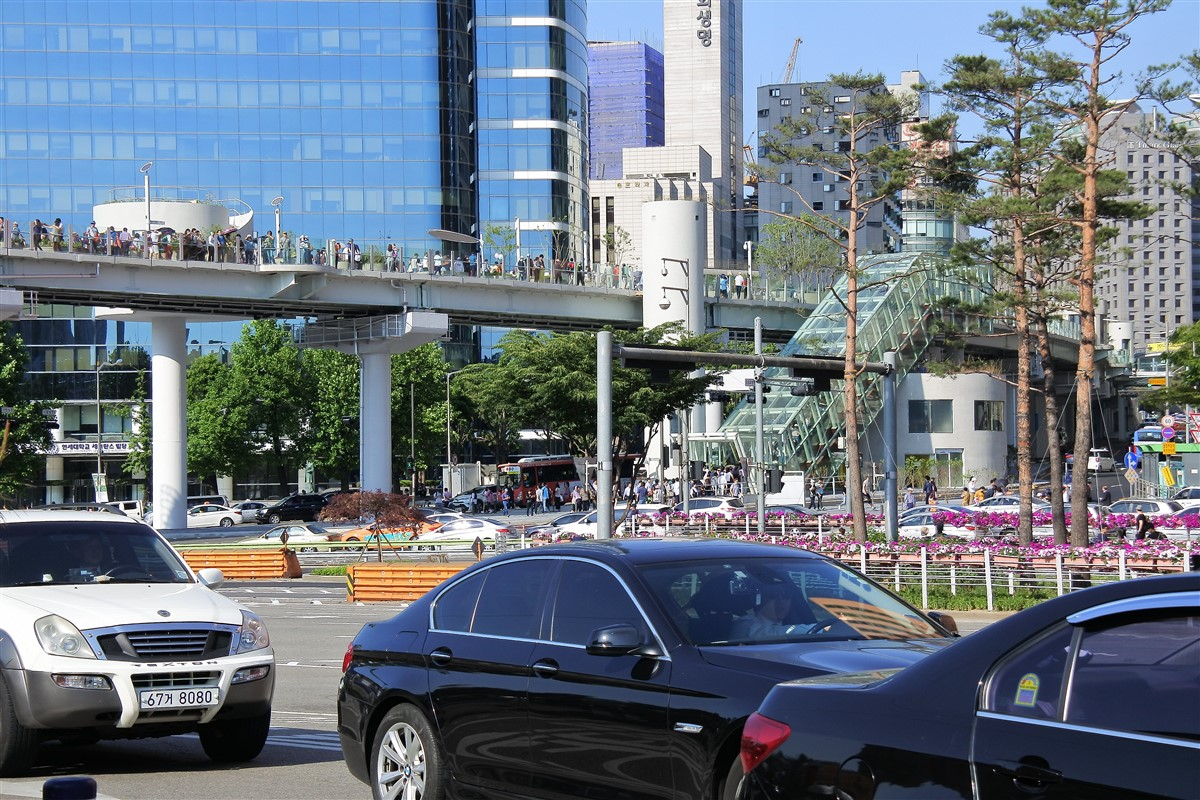
Seoul 7017 Skypark — надземный парк, преобразованный из несуществующей эстакады

Надземные парки могут существовать, например, на крышах существующих зданий (см. также: Озеленение крыш, Сад на крыше) или на бывших эстакадах железнодорожного транспорта, мостах надземных дорог или других надземных городских элементах, часто превращаясь в «линейные парки». Примеры линейных надземных парков включают Хай-Лайн в Нью-Йорке, Блумингдейл-Трейл в Чикаго или Сеулло 7017 в Сеуле. Одним из первых таких парков был Планте-Променад (Coulée verte René-Dumont) в Париже, построенный в 1993 году. Он оказался достаточно популярным, чтобы побудить другие города рассматривать аналогичные проекты, и этот процесс получил дополнительный импульс после успеха Хай-Лайн, первого такого парка, открытого в 2009 году в США. Многие города по всему миру изучили или начали строительство надземных парков, в том числе Лондон, Вашингтон, округ Колумбия, Джерси-Сити, Чикаго, Филадельфия, Сан-Франциско, Сан-Паулу и Роттердам. В 2015 году Элен Литтке (фр. Hélène Littke) отметила, что «Хай-Лайн в Нью-Йорке положил начало всемирной тенденции создания надземных парков», и с ним часто сравнивают новые надземные парки.
Надземные парки подвергались критике за высокую стоимость, хотя в целом они получали положительные отзывы, в том числе со стороны научных кругов. Литтке заметила, что «Хай-Лайн, несомненно, любимое и во многих отношениях удачное место» и его успех доказывает, что «надземные парки могут привнести в города „новую“ природу, не занимая пространство на земле».
В 2016 году избиратели решительно отвергли публичный референдум о преобразовании виадука Аляскинской дороги в Сиэтле в надземный парк, вдохновлённый Хай-Лайном.